# Московский слёт вожатых
Московский слёт вожатых — всероссийский форум, проводится ежегодно с 2014 года. Слёт выступает завершающим мероприятием в сезоне городского и загородного детского отдыха. В мероприятии принимают участие вожатые, а также выпускники Центральной школы московских вожатых, студенты и выпускники ведущих российских вузов, представители региональных педагогических отрядов, а также ректоры ведущих российских ВУЗов, эксперты в области психологии и педагогики.
Организатором форума выступает Мосгортур при содействии Департамента культуры города Москвы.

## История мероприятия
Первый слёт прошёл 30 ноября 2014 года на территории конгресс-центра «Технополис Москва». Одной из центральных задач мероприятия, помимо подведения итогов прошедшего туристического сезона, является возрождение традиций вожатства, а также обмен опытом в области психологии и педагогики. Так, в 2014 году мероприятие посетило более 1 000 человек. Во время слёта было дано начало движению «Московский вожатый», а также проведена торжественная церемония посвящения в «Московские вожатые». Тогда же в качестве символики вожатства был выбран солнечный парус (который в настоящее время и является логотипом форума) и была представлена новая атрибутика вожатского движения.
В 2015 году слёт также состоялся на территории конгресс-центра «Технополис Москва». Центральной частью форума стала церемония вручения премии «Солнечный парус» за самые выдающиеся результаты вожатых по итогам летней оздоровительной кампании в шести номинациях («Лучший старший вожатый», «Лучший руководитель смены», «Лучший педагогический отряд», «Лучший вожатый», «Лучший вуз-партнер» и «Особый герой»). Всем победителям также вручалась статуэтка в виде хрустального фрегата. Как и в 2014 году, в рамках слёта были организованы бесплатные тренинги, мастер-классы и семинары.
В 2016 году изменился формат премии — статуэтку в виде хрустального фрегата вручали только лучшим вожатым и особым героям, при этом всех остальных награждали благодарностями. Сам слёт прошёл 26 ноября на территории конгрессно-выставочного центра «Сокольники».
В 2017 году впервые в рамках Слёта прошел фестиваль вожатских стартовок и отборочный этап интеллектуальной игры «Зелёный чемодан». Ежегодную вожатскую премию «Солнечный парус» получили 50 человек: 36 вожатых и 14 педагогов. Завершила Слёт концертная программа, в которой приняла участие группа IOWA. Слёт прошел в культурном центре «Москвич». 
Юбилейный Слёт вожатых состоялся 24 ноября 2018 года в Культурном центре «ЗИЛ». На нем наградили 14 победителей «Солнечного паруса».Также на Слёте прошли мастер-классы, дискуссии с экспертами, фестиваль танцев, интеллектуальный конкурс и показ одежды для вожатых при участии Музея моды. Слёт завершился концертом, на котором выступила Полина Гагарина.
VI Московский слет вожатых прошел 16 ноября 2019 года на площадке “Цифрового делового пространства”. В рамках него состоялись традиционные мастер-классы, воркшопы, интеллектуальный конкурс, фестиваль вожатских танцев, награждение победителей премии “Солнечный парус” и концерт, хедлайнером которого стала певица Ёлка. Также в этот день завершился конкурс короткометражных фильмов, созданных вожатыми совместно с профессионалами в области киноиндустрии.
К VII Слету вожатых МОСГОРТУР организовал “Музфест”, в рамках которого вожатые записывали песни, снимали и монтировали музыкальные клипы. Слет должен был состояться в ноябре 2020 года, но из-за пандемии был перенесен на 27 февраля следующего года. Традиционная образовательно-лекционная часть мероприятия, а также интеллектуальная игра были проведены в декабре 2020 года онлайн. Сам Слет носил закрытый характер, на него были приглашены только победители конкурсов “Музфест” и “Солнечный парус”, лучшая вожатская команда МОСГОРТУРа и участники фестиваля вожатских танцев. Награду лучшему танцевальному коллективу вожатых вручал Егор Дружинин. Слет прошел в культурном центре «Клуб "Современник"».
VIII Московский слет вожатых также был проведен в нестандартном формате. Он впервые длился два дня – 27 и 28 ноября – и проходил онлайн и офлайн. В первый день на онлайн-платформе Слета прошли образовательные тренинги, интеллектуальная игра, мастер-класс по сторителлингу и импровизации, выступление битбоксера Ильи Орехова, флеш-игры и другие активности. Ведущим был Тимур Родригез. Во второй день была организована трансляция шоу-проекта «Вожатская многоэтажка», Фестиваля вожатских танцев, концерта кавер-группы и церемонии награждения. Благодаря гибридному формату участниками VIII Московского слета вожатых стали более 3,5 тысячи человек из Калининграда, Тюмени, Барнаула, Томска, Перми, Ульяновска, Санкт-Петербурга, Волгограда, Нижнего Новгорода, Майкопа и других городов России.  
В январе 2023 года впервые за несколько лет Московский слет вожатых был проведен в традиционном формате. Он прошел на площадке Московского молодежного центра «Планета КВН» и был посвящен теме «Арт-вилла. Искусство быть вожатым».  Его посетили более 700 человек из 24 регионов России. В программе IX Московского слета вожатых были как уже знакомые участникам мероприятия — интеллектуальная игра «Зеленый чемодан» и фестиваль вожатских танцев, так и новые: художественные мастер-классы, тренинг по сторителлингу, командные активности и небольшой перформанс с участием певца Стаса Море.
9 декабря 2023 юбилейный X Московский слёт вожатых прошел в Цифровом деловом пространстве. В рамках мероприятия состоялись традиционные мастер-классы, интеллектуальная игра «Зеленый чемодан», фестиваль вожатских танцев и церемония награждения победителей конкурса вожатского мастерства «Солнечный парус». Слёт завершило выступление российской музыкальной группы «Моя Мишель».